# Vaterpolo klub Bečej
Il Vaterpolo klub Bečej era una squadra di pallanuoto con sede in Bečej, in Serbia. Ha raggiunto quattro Final Four di Coppa Campioni nelle stagioni 1996-1997 (4º posto), 1998-1999 finalista a Napoli, 1999-2000 che la vide trionfare imbattuta e 2000-2001 (ancora 4º posto). Il club è fallito nel 2002 per problemi finanziari.

## Palmarès

### Trofei nazionali
- Campionato serbo-montenegrino: 6

1996, 1997, 1998, 1999, 2000, 2001
- Coppa di Serbia e Montenegro: 6

1996, 1997, 1998, 1999, 2000, 2001

### Trofei internazionali
- Coppa dei Campioni: 1

1999-2000